# 单宗肃
单宗肃（1910年—1990年），男，江苏南通人，中国电真空专家，曾任南京电子管厂总工程师，第三届全国政协委员，第三、五、六届全国人大代表。